# Radhošť
Pour les articles homonymes, voir Radhošť (homonymes).
Le Radhošť, culminant à 1 129 mètres d'altitude, est une montagne située en République tchèque. Elle fait partie de la chaîne des Beskides dans les Carpates occidentales.
Son sommet abrite une chapelle et une statue de Cyrille et Méthode, les évangélisateurs des Slaves, ainsi qu'une statue de la divinité slave Radegast, étroitement associée à ce lieu.

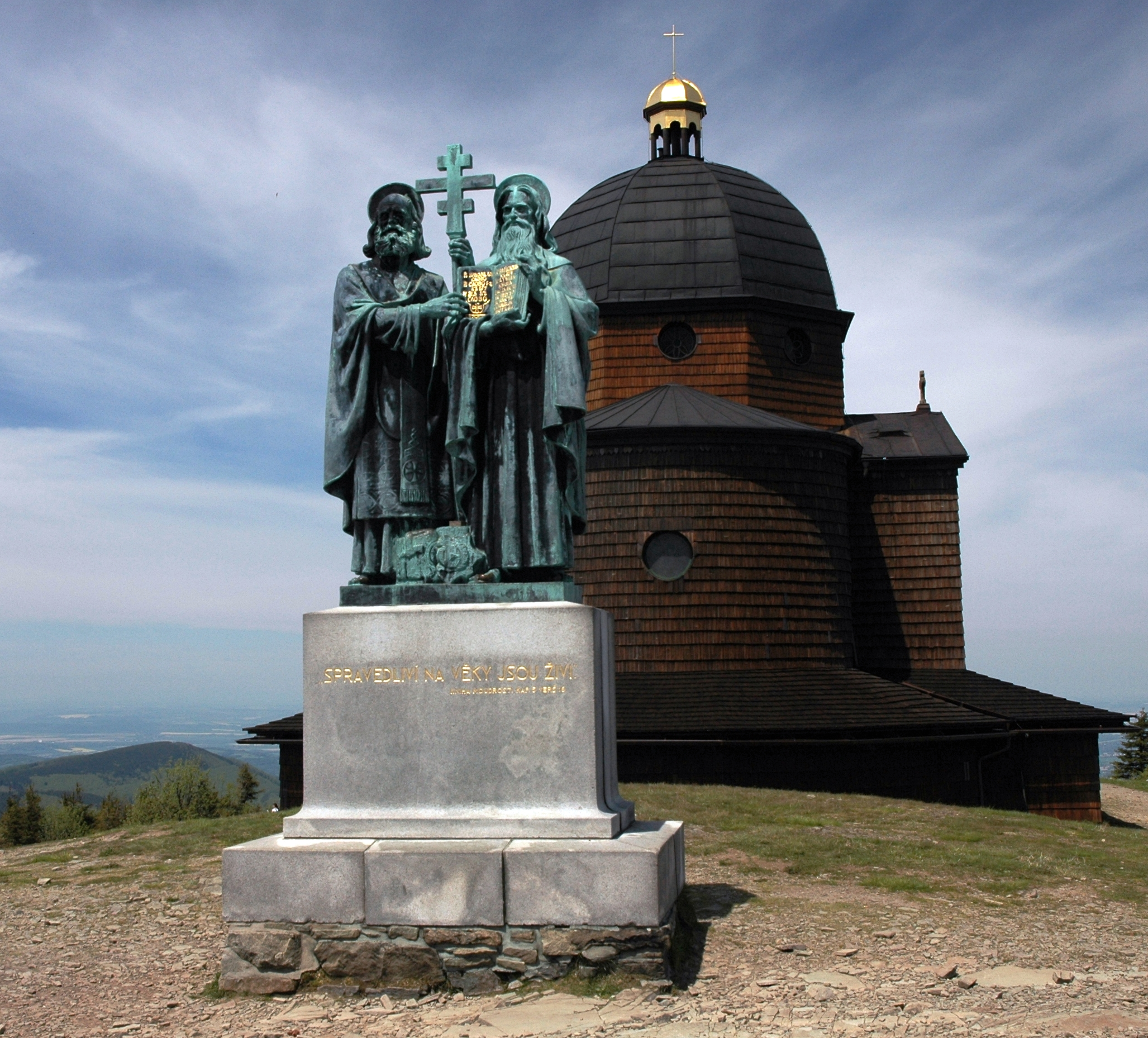
La chapelle et la statue de Cyrille et Méthode.
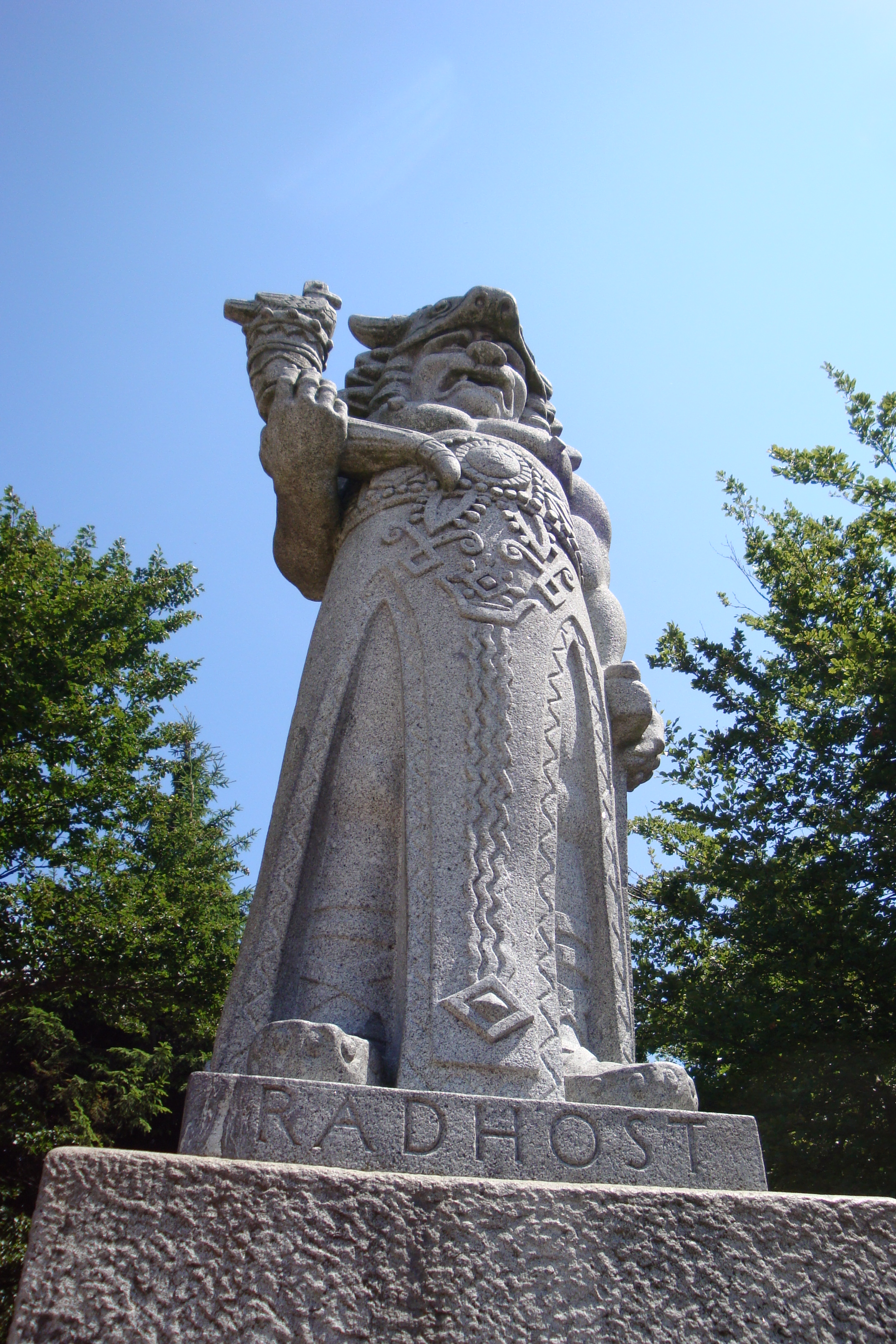
La statue de Radegast.